# يوري أيرابتيان
يوري أيرابتيان (بالأوكرانية: Юрій Айрапетян)‏ Yuriy Ajrapetjan (ولد في 18 أبريل 1988 في يريفان) لاعب شطرنج أرميني يحمل لقب أستاذ كبير.

## ألقاب
- حصل على لقب أستاذ دولي من الفيدي عام 2005.
- حصل على لقب أستاذ كبير عام 2007.

## إنجازات
- فاز بالمركز الأول في دورة سيمفيروبول 2004، والثاني في بطولة القرم 2006، والأول في دورة سيمفيروبول 2007، والأول في دورة ألوشتا ربيع 2007، والأول ف طورة ألوشتا خريف 2007.

## تصنيف
- بلغ أفضل تصنيف إيلو خاصته 2537 نقطة في 2009.

- المصدر – ترجمة عن ويكيبيديا الإنجليزية.

## روابط خارجية
- يوري أيرابتيان على موقع الاتحاد الدولي للشطرنج (الإنجليزية)
- يوري أيرابتيان على موقع مباريات الشطرنج (الإنجليزية)
- يوري أيرابتيان على موقع 365Chess.com (الإنجليزية)
- يوري أيرابتيان على موقع Chesstempo.com (الإنجليزية)